# گری میورس
گری مِـیوِرس (انگلیسی: Gary Mavers؛ زادهٔ ۱ سپتامبر ۱۹۶۴) بازیگر اهل بریتانیا است. وی از سال ۱۹۸۸ میلادی تاکنون مشغول فعالیت بوده‌است.
از فیلم‌ها یا مجموعه‌های تلویزیونی که وی در آن‌ها نقش داشته‌است، می‌توان به پرده دو، زنده‌شده، تلفات و طبابت در پیک اشاره نمود.